# 산청 생초고분군
산청 생초고분군(山淸 生草古墳群)은 대한민국 경상남도 산청군 생초면에 있는 가야의 고분군이다. 1974년 2월 16일 경상남도의 기념물 제7호 산청 생초 고분군으로 지정되었다가, 2018년 12월 20일 현재의 명칭으로 변경되었다.

## 개요
태봉산 남쪽의 언덕에 위치한 무덤들이다.
원래는 100여기 이상의 무덤이 있었던 것으로 보이나, 개간과 도굴로 대부분 파헤쳐져 지금은 능선을 따라 2∼3기만 확인할 수 있다. 봉분의 규모는 외형상 대형이 지름 25∼30m·높이 6∼8m이며, 중형은 지름 15∼20m·높이 4∼5m, 소형은 지름 10m 내외, 높이 3m 정도이다.
내부는 돌로 돌방(석실)을 만들고 천장을 좁혀 뚜껑돌을 덮고, 입구와 통로가 있는 앞트기식돌방무덤(횡구식석실분)이라 생각된다.
아직 조사가 없어 정확한 연대나 성격은 밝혀지지 않았지만, 가야 무덤에 대한 연구 뿐만 아니라 가야사의 실체 해명에 있어서도 중요한 유적으로 생각된다.

## 참고 자료
- 산청생초고분군 - 국가유산청 국가유산포털